# Ephippiger
Ephippiger é um gênero de insetos.

## Espécies
- Ephippiger apulus (Ramme, 1933)
- Ephippiger bormansi (Brunner von Wattenwyl, 1882)
- Ephippiger camillae (Fontana & Massa, 2000)
- Ephippiger carlottae (Fontana & Odé, 2003)
- Ephippiger cavannai (Targioni-Tozzetti, 1881)
- Ephippiger discoidalis (Fieber, 1853)
- Ephippiger diurnus (Dufour, 1841)
- Ephippiger ephippiger (Fiebig, 1784)
- Ephippiger mischtschenkoi (Harz, 1966)
- Ephippiger perforatus (Rossius, 1790)
- Ephippiger persicarius (Fruhstorfer, 1921)
- Ephippiger provincialis (Yersin, 1854)
- Ephippiger ruffoi (Galvagni, 1955)
- Ephippiger terrestris (Yersin, 1854)
- Ephippiger tropicalis (Baccetti, 1985)
- Ephippiger zelleri (Fischer, 1853)